# Gajewo, Hạt Koszalin
Gajewo [ɡaˈjɛvɔ] (tiếng Đức: Grünhaus) là một khu định cư ở khu hành chính của Gmina Manowo, thuộc quận Koszalin, West Pomeranian Voivodeship, ở phía tây bắc Ba Lan.